# Temkinsky (huyện)
Huyện Temkinsky (tiếng Nga: ? райо́н) là một huyện hành chính tự quản (raion), của Tỉnh Smolensk, Nga. Huyện có diện tích 1386 km², dân số thời điểm ngày 1 tháng 1 năm 2000 là 7600 người. Trung tâm của huyện đóng ở Temkino.